# زبان اشاره قهوه‌خانه
زبان اشاره قهوه‌خانه یک زبان اشاره روستایی رایج در روستای قرخلار در شهرستان مرند استان آذربایجان شرقی است. این زبان به زبان اشاره ایرانی وابستگی ندارد.